# Pila di Grove

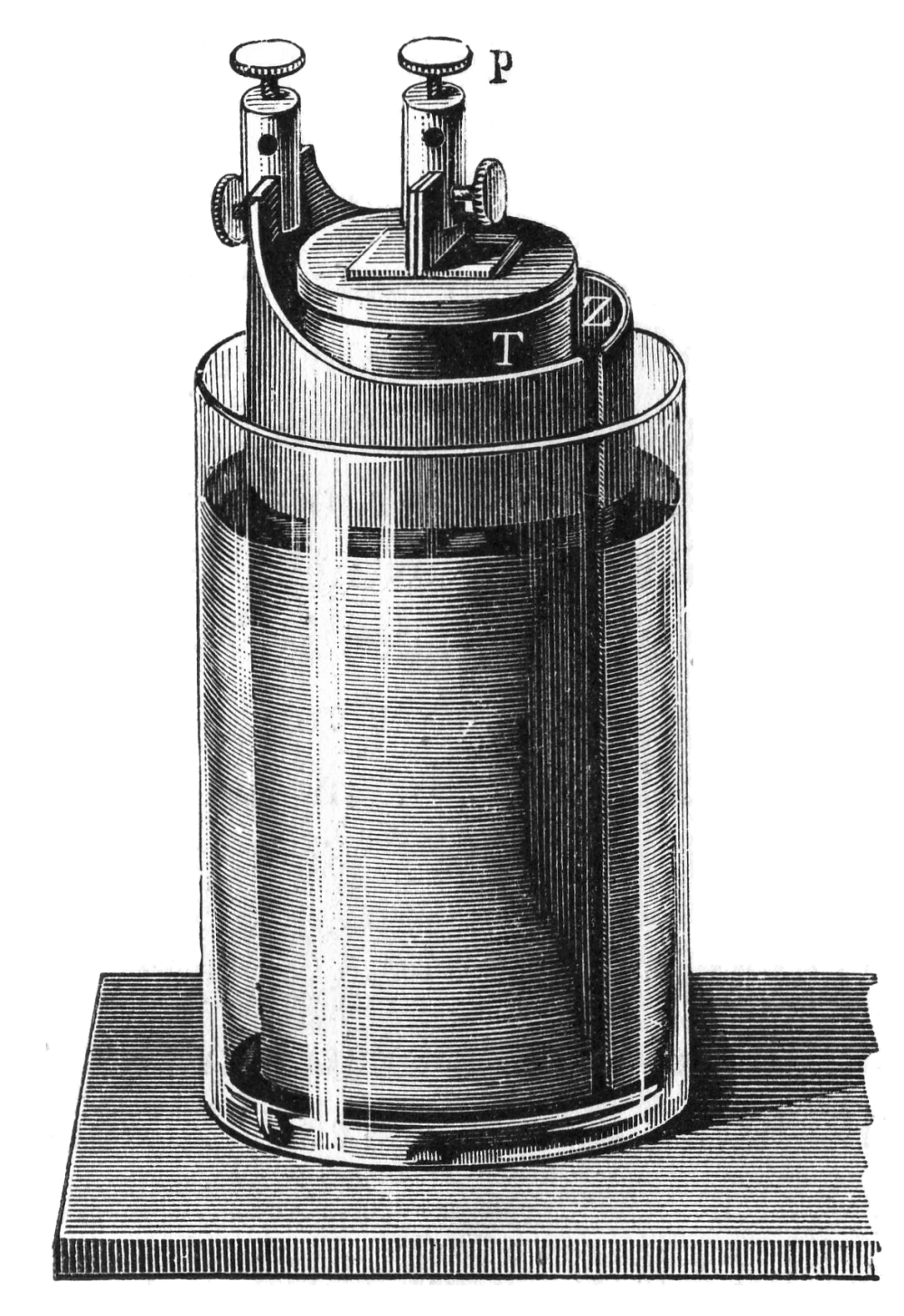
Illustrazione di una pila di Grove

La pila di Grove è stata una delle prime pile ad essere realizzate. Fu inventata nel 1838 dal chimico inglese William Robert Grove.
È costituita da una semicella contenente un anodo di zinco (Zn) immerso in acido solforico diluito (H2SO4), separato attraverso un setto poroso ceramico da una seconda semicella contenente un catodo di platino (Pt) immerso in una soluzione di acido nitrico concentrato (HNO3).
Presenta un potenziale di cella di 1,9 volt, associato alla seguente reazione globale:
Zn + H2SO4 + 2HNO3 → ZnSO4 + 2 H2O + 2 NO2↑
A causa dell'elevato potenziale di cella fu preferito alla pila Daniell negli anni 1840-1860 per fornire energia ai telegrafi americani. Successivamente venne abbandonata a causa della sua tossicità; tale pila infatti libera fumi di diossido di azoto (NO2).